# Ellen Rovsing
Ellen Henriette Marie Rovsing, född 9 juni 1889 i Asminderød, död 20 februari 1960 i Köpenhamn, var en dansk skådespelare. Hon var gift med regissören Egill Rostrup.
Rovsing var verksam vid ett flertal landsortsteatrar i Danmark och spelade radioteater i mer än tjugo år. Hon medverkade sporadiskt som filmskådespelare.  

## Filmografi (urval)
- 1936 – Millionærdrengen